# Stazione di Serravalle Pistoiese
La stazione di Serravalle Pistoiese è una fermata ferroviaria posta sulla linea Firenze-Lucca. Costruita per servire il comune di Serravalle Pistoiese, è posta nella frazione di Stazione Masotti.
Dotata da sempre di due binari e facente parte del tratto Pistoia-Montecatini, è stata oggetto dei lavori di riqualificazione e raddoppio dei binari, al termine dei quali nel settembre 2025 entrambi sono diventati di transito, trasformandola di fatto da stazione a fermata.